# Flyten
Flyten är en sjö i Gagnefs kommun i Dalarna och ingår i Dalälvens huvudavrinningsområde. Sjön har en area på 0,13 kvadratkilometer och ligger 186,1 meter över havet. Sjön avvattnas av vattendraget Orselbäcken.

## Delavrinningsområde
Flyten ingår i det delavrinningsområde (671070-145246) som SMHI kallar för Mynnar i Västerdalälvens vattendragsyta. Medelhöjden är 207 meter över havet och ytan är 4,7 kvadratkilometer. Räknas de 3 avrinningsområdena uppströms in blir den ackumulerade arean 27,01 kvadratkilometer. Orselbäcken som avvattnar avrinningsområdet har biflödesordning 3, vilket innebär att vattnet flödar genom totalt 3 vattendrag innan det når havet efter 251 kilometer. Avrinningsområdet består mestadels av skog (66 procent). Avrinningsområdet har 0,13 kvadratkilometer vattenytor vilket ger det en sjöprocent på 2,7 procent. Bebyggelsen i området täcker en yta av 0,58 kvadratkilometer eller 12 procent av avrinningsområdet.